# Procoptodon goliah
Procoptodon goliah és una espècie de cangur ja extint dins del gènere Procoptodon. És el cangur més gran de tots els temps, la seva alçada s'ha estimat en uns 2 a 3 metres segons la seva posició i pesava uns 200 kg. Se n'han trobat restes fòssils a Austràlia, tot i que encara no s'han trobat fòssils clars a Tasmània ni al Territori del Nord.
P. goliah visqué al període Plistocè a diversos llocs d'Austràlia i hauria estat contemporani dels humans australians (aborígens) durant uns 30.000 anys. A l'estat australià de Nova Gal·les del Sud els indígenes expliquen històries respecte a un cangur agressiu i gegant. La seva extinció sembla estar lligada a canvis climàtics del Plistocè fa uns 15.000 anys.
Vivia en diversos hàbitats, principalment semiàrids amb dunes, sabanes, boscos esclerofil·les, etc. També se l'ha trobat en coves. La seva complexa dentadura i els seus llavis gruixuts mostren que era un animal brossejador (s'alimentava de branques), més que no pas pasturador d'herbes.